# Allobarbital
Allobarbital oder Diallylbarbitursäure ist ein Arzneistoff aus der Gruppe der Barbiturate. Es hat eine stark sedierende Wirkung. Allobarbital wurde 1912 von CIBA patentiert und als Schlafmittel (Dial, 1921 von L. Bogendörfer intravenös angewendet) sowie als Bestandteil von Schmerzmitteln (Cibalen, Cibalgin) verwendet. Es zählt zu den Barbituraten mit mittellanger Wirkungsdauer (2–8 h). Wegen der geringen therapeutischen Breite, dem Nebenwirkungsprofil sowie dem Suchtpotential unterliegt es inzwischen der Betäubungsmittel-Verschreibungsverordnung. Es ist seit 1992 in der BRD und der Schweiz nicht mehr als Schlafmittel zugelassen.

## Rechtsstatus
Allobarbital ist in der Bundesrepublik Deutschland aufgrund seiner Aufführung in der Anlage 3 BtMG ein verkehrsfähiges und verschreibungsfähiges Betäubungsmittel. Der Umgang ohne Erlaubnis oder Verschreibung ist grundsätzlich strafbar. Weitere Informationen sind im Hauptartikel Betäubungsmittelrecht in Deutschland zu finden.
International fällt Allobarbital unter die Konvention über psychotrope Substanzen.